# Malay (Aklan)
Malay é um município de  primeira classe de renda municipal (d) na província Aklan, nas Filipinas. De acordo com o censo de 1 de maio  de  2020 possui uma população de 60 077 pessoas e 15 232 domicílios.